# Liste der Nummer-eins-Hits in Italien (1974)
Diese Liste der Nummer-eins-Hits basiert auf den Charts des italienischen Musikmagazins Musica e dischi im Jahr 1974. Es gab in diesem Jahr elf Nummer-eins-Singles und acht Nummer-eins-Alben.

## Singles
| ← 1973 ← | Liste der Nummer-eins-Hits in Italien (M&D) | Liste der Nummer-eins-Hits in Italien (M&D) | Liste der Nummer-eins-Hits in Italien (M&D)                                                   | 1975 → |
| \| Zeitraum \| Wo. ges. \| Interpret \| Titel Autor(en) \| Zusätzliche Informationen \| \| (Zeitraum, Wochen auf Platz eins, Interpret, Titel, Autor[en], zusätzliche Informationen) \| \| \| \| \| \| ----------------------------------------------------------------------------------------- \| -------- \| ------------------ \| --------------------------------------------------------------------------------------------- \| ------------------------------------------------------------------------------------------------------------------------------------------------------------------------------------------------------------------------------------------------------------ \| \| 44. Woche 1973 – 1. Woche 1974 10 Wochen \| 10 \| Lucio Battisti \| La collina dei ciliegi Lucio Battisti, Mogol \| – \| \| 2.–10. Woche 9 Wochen (insgesamt 10) \| 10 \| Mina \| E poi… Andrea Lo Vecchio, Shel Shapiro \| – \| \| 11.–12. Woche 2 Wochen \| 2 \| Gigliola Cinquetti \| Alle porte del sole Corrado Conti, Daniele Paci, Lorenzo Pilat, Mario Panzeri \| Mit diesem Lied gewann Cinquetti den Wettbewerb Canzonissima 1973. In der Folge trat sie auch beim Eurovision Song Contest 1974 für Italien an. \| \| 13. Woche 1 Woche (insgesamt 10) \| 10 \| Mina \| E poi… Andrea Lo Vecchio, Shel Shapiro \| – \| \| 14. Woche 1 Woche \| 1 \| The Rolling Stones \| Angie Mick Jagger, Keith Richards \| – \| \| 15.–19. Woche 5 Wochen \| 5 \| Cugini di Campagna \| Anima mia Antonello De Sanctis, Ivano Michetti, Flavio Paulin \| – \| \| 20.–26. Woche 7 Wochen \| 7 \| Berto Pisano \| A Blue Shadow Romolo Grano \| Der Jazzmusiker aus Cagliari lieferte mit diesem Lied den Titelsong für den RAI-Fernsehvierteiler Ho incontrato un’ombra. \| \| 27. Woche 1 Woche \| 1 \| Oliver Onions \| Dune Buggy Carlo Pedersoli, Susan Duncan-Smith, Guido & Maurizio De Angelis, Marcello Fondato \| Der Song aus dem Soundtrack des Films Zwei wie Pech und Schwefel konnte die Chartspitze erreichen. \| \| 28.–32. Woche 5 Wochen \| 5 \| Drupi \| Piccola e fragile Luigi Albertelli, Enrico Riccardi \| – \| \| 33.–43. Woche 11 Wochen \| 11 \| Claudio Baglioni \| E tu Claudio Baglioni, Antonio Coggio \| Baglioni gewann 1974 mit diesem Lied den Festivalbar-Wettbewerb. \| \| 44.–51. Woche 8 Wochen \| 8 \| Riccardo Cocciante \| Bella senz’anima Riccardo Cocciante, Marco Luberti, Paolo Amerigo Cassella \| – \| \| 52. Woche 1974 – 4. Woche 1975 6 Wochen (insgesamt 6) \| 6 \| Cochi e Renato \| E la vita, la vita Renato Pozzetto, Enzo Jannacci \| Mit der Schlussmelodie der Musikshow Canzonissima 1974 schaffte es das Komikerduo, das die Fernsehshow auch moderierte, an die Spitze der Charts. Komoderatorin Raffaella Carrà gelang mit dem Eröffnungssong Felicità ta ta hingegen nur ein zweiter Platz. \| |                                             |                                             |                                                                                               | |
| ← 1973 |                                             |                                             |                                                                                               | → 1975 → |
| Zeitraum | Wo. ges.                                    | Interpret                                   | Titel Autor(en)                                                                               | Zusätzliche Informationen |
| (Zeitraum, Wochen auf Platz eins, Interpret, Titel, Autor[en], zusätzliche Informationen) |                                             |                                             |                                                                                               | |
| 44. Woche 1973 – 1. Woche 1974 10 Wochen | 10                                          | Lucio Battisti                              | La collina dei ciliegi Lucio Battisti, Mogol                                                  | – |
| 2.–10. Woche 9 Wochen (insgesamt 10) | 10                                          | Mina                                        | E poi… Andrea Lo Vecchio, Shel Shapiro                                                        | – |
| 11.–12. Woche 2 Wochen | 2                                           | Gigliola Cinquetti                          | Alle porte del sole Corrado Conti, Daniele Paci, Lorenzo Pilat, Mario Panzeri                 | Mit diesem Lied gewann Cinquetti den Wettbewerb Canzonissima 1973. In der Folge trat sie auch beim Eurovision Song Contest 1974 für Italien an. |
| 13. Woche 1 Woche (insgesamt 10) | 10                                          | Mina                                        | E poi… Andrea Lo Vecchio, Shel Shapiro                                                        | – |
| 14. Woche 1 Woche | 1                                           | The Rolling Stones                          | Angie Mick Jagger, Keith Richards                                                             | – |
| 15.–19. Woche 5 Wochen | 5                                           | Cugini di Campagna                          | Anima mia Antonello De Sanctis, Ivano Michetti, Flavio Paulin                                 | – |
| 20.–26. Woche 7 Wochen | 7                                           | Berto Pisano                                | A Blue Shadow Romolo Grano                                                                    | Der Jazzmusiker aus Cagliari lieferte mit diesem Lied den Titelsong für den RAI-Fernsehvierteiler Ho incontrato un’ombra. |
| 27. Woche 1 Woche | 1                                           | Oliver Onions                               | Dune Buggy Carlo Pedersoli, Susan Duncan-Smith, Guido & Maurizio De Angelis, Marcello Fondato | Der Song aus dem Soundtrack des Films Zwei wie Pech und Schwefel konnte die Chartspitze erreichen. |
| 28.–32. Woche 5 Wochen | 5                                           | Drupi                                       | Piccola e fragile Luigi Albertelli, Enrico Riccardi                                           | – |
| 33.–43. Woche 11 Wochen | 11                                          | Claudio Baglioni                            | E tu Claudio Baglioni, Antonio Coggio                                                         | Baglioni gewann 1974 mit diesem Lied den Festivalbar-Wettbewerb. |
| 44.–51. Woche 8 Wochen | 8                                           | Riccardo Cocciante                          | Bella senz’anima Riccardo Cocciante, Marco Luberti, Paolo Amerigo Cassella                    | – |
| 52. Woche 1974 – 4. Woche 1975 6 Wochen (insgesamt 6) | 6                                           | Cochi e Renato                              | E la vita, la vita Renato Pozzetto, Enzo Jannacci                                             | Mit der Schlussmelodie der Musikshow Canzonissima 1974 schaffte es das Komikerduo, das die Fernsehshow auch moderierte, an die Spitze der Charts. Komoderatorin Raffaella Carrà gelang mit dem Eröffnungssong Felicità ta ta hingegen nur ein zweiter Platz. |

## Alben
| ← 1973 ← | Liste der Nummer-eins-Alben in Italien (M&D) | Liste der Nummer-eins-Alben in Italien (M&D) | Liste der Nummer-eins-Alben in Italien (M&D) | 1975 →                                                                  |
| \| Zeitraum \| Wo. ges. \| Interpret \| Titel \| Zusätzliche Informationen \| \| (Zeitraum, Wochen auf Platz eins, Interpret, Titel, zusätzliche Informationen) \| \| \| \| \| \| ------------------------------------------------------------------------------ \| -------- \| ------------------------ \| ----------------------------------- \| ----------------------------------------------------------------------- \| \| 43. Woche 1973 – 6. Woche 1974 16 Wochen \| 16 \| Lucio Battisti \| Il nostro caro angelo \| Battistis achtem Studioalbum gelang der Einstieg direkt auf Platz eins. \| \| 7.–14. Woche 8 Wochen \| 8 \| Mina \| Frutta e verdura / Amanti di valore \| – \| \| 15.–34. Woche 20 Wochen \| 20 \| Verschiedene Interpreten \| Jesus Christ Superstar \| Der Soundtrack zum gleichnamigen Musical war ein Welterfolg. \| \| 35.–37. Woche 3 Wochen \| 3 \| Patty Pravo \| Mai una signora \| – \| \| 38.–48. Woche 11 Wochen \| 11 \| Claudio Baglioni \| E tu … \| – \| \| 49.–51. Woche 3 Wochen \| 3 \| Riccardo Cocciante \| Anima \| – \| \| 52. Woche 1 Woche \| 1 \| Mina \| Baby Gate / Mina® \| Auch das zweite Doppelalbum Minas in diesem Jahr erreichte Platz eins. \| \| 53. Woche 1974 – 4. Woche 1975 5 Wochen (insgesamt 5) \| 5 \| Cochi e Renato \| E la vita, la vita \| – \| |                                              |                                              |                                              |                                                                         |
| ← 1973 |                                              |                                              |                                              | → 1975 →                                                                |
| Zeitraum | Wo. ges.                                     | Interpret                                    | Titel                                        | Zusätzliche Informationen                                               |
| (Zeitraum, Wochen auf Platz eins, Interpret, Titel, zusätzliche Informationen) |                                              |                                              |                                              |                                                                         |
| 43. Woche 1973 – 6. Woche 1974 16 Wochen | 16                                           | Lucio Battisti                               | Il nostro caro angelo                        | Battistis achtem Studioalbum gelang der Einstieg direkt auf Platz eins. |
| 7.–14. Woche 8 Wochen | 8                                            | Mina                                         | Frutta e verdura / Amanti di valore          | –                                                                       |
| 15.–34. Woche 20 Wochen | 20                                           | Verschiedene Interpreten                     | Jesus Christ Superstar                       | Der Soundtrack zum gleichnamigen Musical war ein Welterfolg.            |
| 35.–37. Woche 3 Wochen | 3                                            | Patty Pravo                                  | Mai una signora                              | –                                                                       |
| 38.–48. Woche 11 Wochen | 11                                           | Claudio Baglioni                             | E tu …                                       | –                                                                       |
| 49.–51. Woche 3 Wochen | 3                                            | Riccardo Cocciante                           | Anima                                        | –                                                                       |
| 52. Woche 1 Woche | 1                                            | Mina                                         | Baby Gate / Mina®                            | Auch das zweite Doppelalbum Minas in diesem Jahr erreichte Platz eins.  |
| 53. Woche 1974 – 4. Woche 1975 5 Wochen (insgesamt 5) | 5                                            | Cochi e Renato                               | E la vita, la vita                           | –                                                                       |

## Jahreshitparaden
| ← 1973 ← | Liste der Jahres-Nummer-eins-Hits in Italien (M&D) | Liste der Jahres-Nummer-eins-Hits in Italien (M&D) | Liste der Jahres-Nummer-eins-Hits in Italien (M&D) | 1975 →   |
| \| Singles \| Position# \| Alben \| \| ----------------------------------------------------------------------------------------------------------- \| --------- \| ----------------------------------------------- \| \| E tu Claudio Baglioni Claudio Baglioni, Antonio Coggio \| 1 \| Jesus Christ Superstar Verschiedene Interpreten \| \| Anima mia Cugini di Campagna Antonello De Sanctis, Ivano Michetti, Flavio Paulin \| 2 \| Frutta e verdura Mina \| \| Soleado Daniel Sentacruz Ensemble Zacar, Dario Baldan Bembo \| 3 \| Burn Deep Purple \| \| A Blue Shadow Berto Pisano Romolo Grano \| 4 \| A un certo punto Ornella Vanoni \| \| E poi… Mina Andrea Lo Vecchio, Shel Shapiro \| 5 \| Mai una signora Patty Pravo \| \| Piccola e fragile Drupi Luigi Albertelli, Enrico Riccardi \| 6 \| American Graffiti Verschiedene Interpreten \| \| Dune Buggy Oliver Onions Carlo Pedersoli, Susan Duncan-Smith, Guido & Maurizio De Angelis, Marcello Fondato \| 7 \| XVIII raccolta Fausto Papetti \| \| Angie The Rolling Stones Mick Jagger, Keith Richards \| 8 \| Amanti di valore Mina \| \| Nessuno mai Marcella Giancarlo Bigazzi, Gianni Bella \| 9 \| My Only Fascination Demis Roussos \| \| Non gioco più Mina Roberto Lerici, Gianni Ferrio \| 10 \| Welcome Santana \| |                                                    |                                                    |                                                    |          |
| ← 1973 |                                                    |                                                    |                                                    | → 1975 → |
| Singles | Position#                                          | Alben                                              |                                                    |          |
| E tu Claudio Baglioni Claudio Baglioni, Antonio Coggio | 1                                                  | Jesus Christ Superstar Verschiedene Interpreten    |                                                    |          |
| Anima mia Cugini di Campagna Antonello De Sanctis, Ivano Michetti, Flavio Paulin | 2                                                  | Frutta e verdura Mina                              |                                                    |          |
| Soleado Daniel Sentacruz Ensemble Zacar, Dario Baldan Bembo | 3                                                  | Burn Deep Purple                                   |                                                    |          |
| A Blue Shadow Berto Pisano Romolo Grano | 4                                                  | A un certo punto Ornella Vanoni                    |                                                    |          |
| E poi… Mina Andrea Lo Vecchio, Shel Shapiro | 5                                                  | Mai una signora Patty Pravo                        |                                                    |          |
| Piccola e fragile Drupi Luigi Albertelli, Enrico Riccardi | 6                                                  | American Graffiti Verschiedene Interpreten         |                                                    |          |
| Dune Buggy Oliver Onions Carlo Pedersoli, Susan Duncan-Smith, Guido & Maurizio De Angelis, Marcello Fondato | 7                                                  | XVIII raccolta Fausto Papetti                      |                                                    |          |
| Angie The Rolling Stones Mick Jagger, Keith Richards | 8                                                  | Amanti di valore Mina                              |                                                    |          |
| Nessuno mai Marcella Giancarlo Bigazzi, Gianni Bella | 9                                                  | My Only Fascination Demis Roussos                  |                                                    |          |
| Non gioco più Mina Roberto Lerici, Gianni Ferrio | 10                                                 | Welcome Santana                                    |                                                    |          |